# 喬納森·傑克遜
喬納森·傑克遜（英語：Jonathan Jackson，1982年5月11日—）是美國的一位演員。他第一個著名的作品是在ABC肥皂劇大醫院（General Hospital）中飾演Lucky Spencer角色。這個角色幫助他獲得了5個艾美獎。2012年，他開始出演犯罪電視劇納什維爾。他出生在佛羅里達州奧蘭多。

## 外部連結
- 官方网站
- 喬納森·傑克遜在互联网电影资料库（IMDb）上的資料（英文）
- 喬納森·傑克遜的X（前Twitter）